# Исибаси, Масаси
Масаси Исибаси (яп. 石橋 政嗣; 6 октября 1924 — 9 декабря 2019) — японский политик, деятель Социалистической партии Японии (СПЯ), в которой занимал посты генерального секретаря (1970—1977 годах), заместителя председателя (1982) и председателя (1983—1986) ЦИК СПЯ.

## Биография

### Ранние годы
Родился на острове Тайвань, находившемся под властью Японии, был старшим сыном чиновника японского генерал-губернаторства. Пройдя обучение в нынешней Тайбэйской муниципальной средней школе Цзяньго), поступил в Высшую коммерческую школу Тайбэя (ныне экономический факультет Национального университета Тайваня). С ухудшением ситуации на тихоокеанском фронте Второй мировой система отсрочки от призыва студентов была отменена, и Исибаси, окончивший вуз в 1944 году, был переведён в армию, где поступил в офицерскую школу армейского резерва Кумамото.
В 1946 году в поисках работы отправился в город Сасебо, префектура Нагасаки, где присоединился к «Корпусу трудовой службы» для экспедиционных сил США, расквартированных в Японии. Как самый образованный из местных рабочих, он стал представлять их интересы и в 1947 году создал на американской военной базе профсоюз, став его секретарём.
Принимая участие в профсоюзном движении, был заместителем председателя совета профсоюзов префектуры Нагасаки и председателем совета профсоюзов г. Сасебо.

### Парламент. Невооружённый нейтралитет
В 1951 году избран местным депутатом собрания префектуры Нагасаки от социалистов. После раскола СПЯ он принадлежал к Левой социалистической партии, и в 1955 году был впервые от неё избран членом Палаты представителей, входил в бюджетную комиссию парламента.
С 1966 года Исибаси отстаивал концепции невооружённого нейтралитета, которая стала официальной политикой партии и предполагала реорганизацию Сил самообороны в Национальное полицейское агентство с постепенном сокращением численности и бюджета для достижения действительного нейтралитета. Внутри СПЯ раздавалось много голосов, требующих признания права на самооборону и внесения соответствующих поправок в статью 9 Конституции, однако большинство, включая Исибаси, занимало непреклонно пацифистскую позицию. Книга Исибаси «Невооружённый нейтралитет», опубликованная Социалистической партией в 1980 году, стала бестселлером с тиражом 300 000 экземпляров и была переведена на английский, русский, немецкий, французский, монгольский и лаосский языки.

### Руководитель Социалистической партии
Исибаси был избран членом Центрального исполнительного комитета СПЯ в 1967 году. Заведовал общим бюро ЦИК СПЯ, а с 1968 года — международным бюро ЦИК СПЯ.
На 34-м регулярном съезде партии в 1970 году избран генеральным секретарём ЦИК СПЯ. В 1977 году, когда Социалистическая партия потерпела поражение на выборах в Верхнюю палату, он ушёл с поста генсека вместе с председателем Томоми Наритой.
Он стал заместителем председателя СПЯ Итио Асукаты в 1982 году, но ушёл с поста в знак протеста против назначения Асукатой молодого Нобору Бабы генеральным секретарём.
Когда Социалистическая партия вновь потерпела поражение на выборах в Верхнюю палату, председатель Асуката подал в отставку, и его место на 48-й съезде 7 сентября 1983 года занял Исибаси. Председатель Исибаси продвигал сотрудничество с левоцентристскими партиями среднего звена, такими как Комэйто и Партия демократического социализма. Он также устроил известную парламентскую дискуссию с премьер-министром Ясухиро Накасонэ о том, какой внешнеполитический курс избрать стране — миролюбивый или милитаристский.
В 1986 году была принята «Новая декларация Социалистической партии Японии», сменив основанный на марксизме-ленинизме (научном социализме) «Путь к социализму в Японии», утверждённый в 1964 году. Таким образом, предполагалось преобразовать СПЯ, одну из самых левых партий Социнтерна, в более мейнстримную социал-демократическую силу западного образца и вывести её из положения вечной оппозиции.
По иронии судьбы, в итоге Социалистическая партия потеряла 86 мест на выборах в Палату представителей в июне 1986 года, и Исибаси ушел с поста председателя.

### После ухода с поста председателя
Впрочем, Исибаси посоветовал своей преемнице Такако Дои и дальше укреплять сотрудничество с центристскими силами. Дои в основном продолжала эту линию, несмотря на недовольство левых активистов и социальных движений внутри партии. Однако уже в 1990 году Исибаси ушёл из политики из-за разногласий с Дои, поскольку считал, что её стремление выставить максимальное количество кандидатов от СПЯ подорвёт доверительные отношения с другими оппозиционными партиями.
Выйдя на пенсию, он писал мемуары. Умер 9 декабря 2019 года в больнице города Фукуока в 95-летнем возрасте.

## Перевод на русский
- М. Исибаси. Невооружённый нейтралитет. — М.: «Прогресс», 1984.